# Remya montgomeryi
Remya montgomeryi là một loài thực vật có hoa trong họ Cúc. Loài này được W.L.Wagner & D.R.Herbst miêu tả khoa học đầu tiên năm 1987.